# Rhododendron huadingense
Rhododendron huadingense là một loài thực vật có hoa trong họ Thạch nam. Loài này được B.Y. Ding & Y.Y. Fang miêu tả khoa học đầu tiên năm 1990.